# Fanny Desarzens
Pour les articles homonymes, voir Desarzens.
Fanny Desarzens, née en 1993, est une écrivaine et vidéaste suisse.

## Biographie
Fanny Desarzens est diplômée en arts visuels de la HEAD-Genève.
En 2020, sa nouvelle Lignine est lauréate du concours de nouvelles organisé à l'occasion des 60 ans de la revue choisir.

## Œuvres

### Romans
- Galel
- Chesa Seraina, Slatkine, 2022[3]
- Ce qu'il reste de tout ça, Slatkine 2024[4],[5]

### Nouvelle
- Lignine, 2020